# Republica Sovietică Socialistă Letonă
Republica Sovietică Socialistă Letonă (în letonă Latvijas PSR) a fost numele dat pe 21 iulie 1940 statului marionetă creat în perioada de dinaintea celui de al Doilea Război Mondial pe teritoriul țării independente până în acel moment dat, Republica Letonia, după ce aceasta a fost ocupată de Armata Roșie împreună cu celelalte republici baltice pe 17 iunie, în conformitate cu acordurile secrete ale Pactului Molotov-Ribbentrop, semnat pe 23 august 1939. RSS Letonă a fost anexată în mod oficial de URSS pe 5 august 1940, când a devenit în mod nominal a 15-a republică constituentă a Uniunii Sovietice. În 1941, Letonia a fost cucerită de Germania Nazistă ca urmare a declanșarii Operațiunii Barbarossa, pentru ca, în 1944-1945 să fie recucerită de URSS.
Statele Unite, Regatul Unit și alte câteva state occidentale au considerat ilegală anexarea Letoniei. Legăturile diplomatice cu reprezentanții fostei Republici independente Letonia au fost menținute, iar RSS Letonă nu a fost recunoscută niciodată de jure ca parte constituentă a URSS-ului.
În afară de pierderile umane și materiale suferite în timpul războiului, mii de cetățeni ai țarii au fost executați și numeroși alții au fost deportați în lagăre de muncă în perioada stalinistă. Stăpânirea sovietică a încetinit creșterea economică letonă în comparație cu ritmurile țărilor democratice din vecinătate (Suedia, Danemarca, etc.) În comparație cu alte republici unionale totuși, economia țării a fost mult mai bine dezvoltată, în zilele noastre Letonia având una dintre cele mai puternice economii postsovietice.
În Letonia Sovietică au fost create sau dezvoltate numeroase capacități industriale – ale industriei de automobile (R.A.F), electrotehnică (V.E.F), alimentară, conducte pentru transportul țițeiului către portul Ventspils, ș.a. – toate prin investiții comandate de la Moscova. Deficitul de forță de muncă a fost eliminat prin colonizarea a numeroși cetățeni sovietici din restul republicilor unionale, în special din RSFS Rusă.
RSS Letone și celorlalte republici baltice li s-a acordat o mai mare autonomie la sfârșitul deceniului al nouălea al secolului trecut. În 1988, steagul Letoniei independente a reînceput să fie folosit fără restricții, pentru ca, din 1990, acesta să fie arborat din nou în mod oficial. Frontul Populat Leton și-a prezentat propriii candidați pentru alegerile pentru Sovietul Suprem din martie 1990, câștigând două treimi dintre locurile adunării legislative. Pe 4 mai 1990, Sovietul Suprem și-a făcut publice intențiile de a proclama independența totală a țării față de URSS, după o perioadă de negocieri cu guvernul unional. La această dată, RSS Letonă a fost redenumită Republica Letonia.
Puterea centrală moscovită a continuat să considere Letonia ca parte constituentă a URSS-ului în 1990-1991. În ianuarie 1991, forțele militare și politice sovietice au încercat să răstoarne autoritățile legitime letone, ocupând clădiri oficiale din Riga și constituind "Commitetul Salvării Naționale", care a încercat să uzurpe funcțiile guvernamentale. În perioada de "tranziție", Moscova a menținut numeroase reprezentanțe ale puterii centrale în republică. În ciuda încercărilor autorităților unionale, 73% din populația țării și-au exprimat pe 3 martie 1991 sprijinul pentru independența țării, în cadrul unui referendum ale cărui rezultate nu au avut putere de lege. După cum arată cifrele prezenței la vot și rezultatele finale, chiar și o parte a minorității ruse din republică a votat pentru independență.
Republica Letonia a declarat încheiată "perioada de tranziție" și și-a proclamat independența totală pe 21 august 1991, imediat după eșecul tentativei de lovitură de stat a comuniștilor conservatori de la Moscova. Letonia, Lituania și Estonia au încetat de fapt să fie parte a URSS-ului cu patru luni mai înainte ca statul unional să se destrame pe 25 decembrie 1991. În zilele noastre, Republica Letonia se consideră urmașa de drept a statului suveran existent între 1918-1940 și nu acceptă nicio legătură legală cu fosta RSS Letonă, care a fost ocupată și anexată de Uniunea Sovietică între 1940-1941 și 1944-1991.